# آرتور جونز (بازیکن فوتبال نلسون)
آرتور جونز (انگلیسی: Arthur Jones؛ زادهٔ) بازیکن فوتبال اهل بریتانیا است.
از باشگاه‌هایی که در آن بازی کرده‌است می‌توان به باشگاه فوتبال نلسون اشاره کرد.